# 克雷格·古德温
克雷格·古德温（英語：Craig Goodwin，1991年12月16日—），是一名澳洲職業足球員，司職左閘或左翼，現效力於沙特职业足球联赛球會艾維達 。澳洲國家足球隊成員。

## 球會生涯
古德温曾效力南澳大利亞超級聯賽的阿德莱德突击者，之後前往墨爾本，加盟在維多利亞超級聯賽參賽的奧克利大砲。2011年9月2日，古德温與墨墨爾本雄心青年隊簽約加盟，首場澳職比場是在2011/12球季第十九輪對墨尔本胜利，賽後當選為全場最佳球員。
2012年5月7日，他與纽卡斯尔喷气机簽約加盟。他在澳職聯賽首顆進球是在2012年10月13日對FC悉尼，他的致勝球使球隊以3-2取勝。2013年4月8日，他往英超球會雷丁跟操兩個星期。
2014年9月7日，他回到阿德萊德加盟阿德萊德聯，簽約兩年。

## 國家隊生涯
2012年3月7日，古德溫入選澳洲U23參加2012年奧運資格賽對伊拉克的賽事。